# 16996 Dahir
A 16996 Dahir (ideiglenes jelöléssel 1999 CM32) a Naprendszer kisbolygóövében található aszteroida. A LINEAR projekt keretében fedezték fel 1999. február 10-én.